# Roland Iljadhi
Roland Iljadhi (Valona, 18 agosto 1963) è un ex calciatore albanese, di ruolo difensore.

## Carriera

### Nazionale
Ha collezionato 4 presenze con la nazionale albanese.

## Statistiche

### Presenze e reti nei club
Statistiche aggiornate al 25 maggio 2005.
| Stagione        | Squadra         | Campionato      | Campionato | Campionato | Coppe nazionali | Coppe nazionali | Coppe nazionali | Coppe continentali | Coppe continentali | Coppe continentali | Altre coppe | Altre coppe | Altre coppe | Totale | Totale |
| Stagione        | Squadra         | Comp            | Pres       | Reti       | Comp            | Pres            | Reti            | Comp               | Pres               | Reti               | Comp        | Pres        | Reti        | Pres   | Reti   |
| --------------- | --------------- | --------------- | ---------- | ---------- | --------------- | --------------- | --------------- | ------------------ | ------------------ | ------------------ | ----------- | ----------- | ----------- | ------ | ------ |
| 1991-1992       | Panachaïkī      | AE              | 24         | 1          | CG              | 0               | 0               | -                  | -                  | -                  | -           | -           | -           | 24     | 1      |
| 1992-1993       | Panachaïkī      | AE              | 16         | 3          | CG              | 0               | 0               | -                  | -                  | -                  | -           | -           | -           | 16     | 3      |
| 1993-1994       | Panachaïkī      | AE              | 16         | 0          | CG              | 0               | 0               | -                  | -                  | -                  | -           | -           | -           | 16     | 0      |
| Totale carriera | Totale carriera | Totale carriera | 56         | 4          |                 | 0               | 0               |                    | -                  | -                  |             | -           | -           | 56     | 4      |